# Марк Порций Катон (консул-суффект 36 года)
Марк Порций Катон (лат. Marcus Porcius Cato) — политический деятель эпохи ранней Римской империи.
Происходил из рода Порциев Катонов. О его родителях неизвестно ничего. По всей видимости, он является потомком или родственником Марка Порция Катона Младшего. В 27 году Катон находился на посту претора. В 28 году он способствовал префекту претория Луцию Элию Сеяну вместе с Луканием Лациаром, Петилием Руфом и Марком Опсием в устранении влиятельного всадника Тития Сабина, которого казнили. Несмотря на свою близость к Сеяну, Катон сохранил своё положение даже после 31 года, когда префекта казнили.
В 36 году Катон становится консулом-суффектом вместе с Гаем Веттием Руфом. В 38 году Марк находился на посту куратора водоснабжения Рима. Впрочем, эту должность он занимал всего лишь месяц, потому что был схвачен и казнён по приказу императора Калигулы. Произошло это, вероятно, из-за интриг префекта претория Сутория Макрона, который пытался устранить всех бывших сторонников Сеяна.